# Herizo Razafimahaleo
Herizo Jossicher Razafimahaleo, né le 21 février 1955 à Ihosy et mort le 25 juillet 2008 à Antananarivo, est un homme politique malgache, ministre des Affaires étrangères de 1997 à 1998. Il concourt à l'élection présidentielle de son pays à trois reprises.

## Biographie
Détenteur d'un MBA de l'université du Michigan et diplômé d'Harvard et de Cambridge, Razafimahaleo est le conseiller économique du président Didier Ratsiraka de 1989 à 1991.
Il fonde le parti LEADER Fanilo en 1992 et est élu député d'Ambositra à l'Assemblée nationale en juin 1993. Razafimahaleo est ministre de la Promotion à l'Industrie et du Tourisme dans le gouvernement du Premier ministre Francisque Ravony d'août 1993 à juillet 1994. Il fonde le journal L'Express de Madagascar en 1995.
Razafimahaleo est le candidat du LEADER-Fanilo à l'élection présidentielle de 1996, arrivant en troisième position avec 15,13 % des suffrages. Le 28 décembre, il annonce son ralliement à Ratsiraka au second tour de l'élection ayant lieu le lendemain. Le soutien de Razafimahaleo est crucial pour la victoire de Ratsiraka sur Albert Zafy[réf. nécessaire].
Le 9 février 1997, Ratsiraka entre en fonction et nomme comme Premier ministre Pascal Rakotomavo qui forme son gouvernement le 27 février, dans lequel Razafimahaleo, chargé des Affaires étrangères, est l'un des trois vice-Premiers ministres. Il quitte le gouvernement en juillet 1998, lors de la formation du nouveau gouvernent de Tantely Andrianarivo. 
Razafimahaleo est de nouveau candidat à la présidentielle de 2001, recevant près de 4 % des suffrages et prenant la quatrième place. Une crise politique grave suit cette élection, et Ratsiraka et son principal adversaire, Marc Ravalomanana, se disputent la victoire de l'élection. Razafimahaleo quitte ses fonctions de président national du LEADER-Fanilo et quitte la vie politique le 18 mai 2002.
En 2006, il revient dans la vie politique en donnant le 24 janvier une conférence de presse dans laquelle il critique âprement Ravalomanana, puis il annonce officiellement en septembre son intention de participer à l'élection présidentielle qui se tient à la fin de l'année. Dans les jours précédents, plusieurs observateurs[Qui ?] le considèrent comme le principal adversaire de Ravalomanana. Cependant Razafimahaleo termine seulement à la quatrième place en récoltant 9,03 % des votes selon les résultats officiels. Il obtient son meilleur résultat dans la province d'Antsiranana où il remporte 22,44 % des suffrages puis dans celle de Fianarantsoa avec 16,37 %.
Razafimahaleo s'oppose à la réforme constitutionnelle proposée par référendum en 2007 et participe au comité national pour la campagne du non comme coordinateur d'action.
Razafimahaleo décède le 25 juillet 2008 à Antananarivo, après avoir été hospitalisé pour une déficience rénale qui a causé une déshydratation généralisée. Il subit quatre arrêts cardiaques et meurt à l'hôpital. Sa famille décline la proposition de funérailles nationales. Son corps est emporté à Ambositra et inhumé le 30 juillet.